# Spitsneusbuideldassen
Spitsneusbuideldassen (Perameles) zijn een geslacht van buideldassen dat alleen voorkomt in Australië. De wetenschappelijke naam van het geslacht werd in 1804 gepubliceerd door Étienne Geoffroy Saint-Hilaire. Dit geslacht omvat vier levende en vijf recent uitgestorven soorten. Hoewel ze oorspronkelijk in grote delen van Australië leefden, zijn ze nu op veel plaatsen uitgestorven. Ze zijn voornamelijk te vinden in droge habitats als halfwoestijnen en steppes, maar vaak ook in bossen.

## Kenmerken
Spitsneusbuideldassen lijken oppervlakkig op langsnuitige hazen. Ze hebben een lange, spitse snuit, grote oren en een vrij korte staart. De vacht is geel, bruin of grijs; veel soorten hebben daarnaast lichte strepen op het achterste deel van het lichaam. De kop-romplengte bedraagt 170 tot 450 mm, de staartlengte 60 tot 150 mm en het gewicht 170 tot 1100 g.

## Gedrag
Spitsneusbuideldassen zijn net als andere buideldassen 's nachts actief; overdag slapen ze in nesten van twijgen en bladeren. Op zoek naar voedsel graven ze vaak in de bodem; ze hebben het liefst insecten en hun larven. Daarnaast eten ze echter ook onder andere wormen, kleine gewervelden en plantaardig materiaal als wortels en bessen.
Ze zijn solitair; op soortgenoten reageren ze vaak agressief. Elk dier heeft een vast territorium. Dat van een mannetje is duidelijk groter dan dat van een vrouwtje en overlapt daar vaak ook mee. Buiten de paartijd gaan mannetjes en vrouwtjes elkaar echter uit de weg.
Spitsneusbuideldassen zijn zeer vruchtbaar, maar veel jongen sterven al vroeg. Het vrouwtje kan tot vier nesten per jaar krijgen, die uit twee of drie jongen bestaan en al na twaalf of dertien dagen worden geboren. Hun eerste vijftig of zestig levensdagen brengen de jongen in de buidel van hun moeder door; ze zijn na drie tot vijf maanden geslachtsrijp. Vrouwtjes krijgen in hun geboortejaar vaak zelf nog twee nesten. Deze buideldieren worden niet meer dan twee of drie jaar oud.

## Bedreiging
Meer dan andere buideldassen zijn de spitsneusbuideldassen in aantal afgenomen door de komst van de Europeanen. Dat komt door verlies van hun leefgebied, maar ook door predatie door katten en vossen. Van de vier recente soorten is er één uitgestorven, twee zijn in een groot deel van hun verspreidingsgebied uitgestorven en slechts één komt nog algemeen voor.

## Soorten
Het geslacht omvat de volgende vier nog levende soorten:
- Perameles bougainville Quoy & Gaimard, 1824
- Perameles gunnii Gray, 1838 – Tasmaanse buideldas
- Perameles nasuta Geoffroy, 1804 – Spitsneusbuideldas
- Perameles pallescens Thomas, 1923

Daarnaast omvat het geslacht vijf recent uitgestorven soorten:
- †Perameles eremiana Spencer, 1897 – Woestijnbuideldas
- †Perameles fasciata Gray, 1841
- †Perameles myosuros Wagner, 1841
- †Perameles notina Thomas, 1922
- †Perameles papillon Travouillon & Phillips, 2018